# Svatý Jan z Dukly
Svatý Jan z Dukly (1414? Dukla – 29. září 1484 Lvov) byl polský františkánský mnich, představený kláštera v Krosně.

## Život
Narodil se v Dukle v měšťanské rodině. Studoval v rodném městě, později v Krakově. V mládí pobýval v poustevně na hoře Zaśpit ve vesnici Trzcina u Dukly v jižním Polsku u dnešní hranice se Slovenskem. Kolem roku 1440 vstoupil ke františkánům. Stal se představeným kláštera v Krosně a ve Lvově. Po reformách řádu františkánů uskutečněných sv. Bernardinem ze Sieny a vzniku klášterů bernardinů v Polsku díky působení sv. Jana Kapistrána, sv. Jan z Dukly přestoupil ve svých šedesáti letech do řádu bernardinů. Působil v jejich klášterech v Poznani a Lvově. Ke konci života ztratil zrak. Zemřel 29. září 1484 a byl pochován ve Lvově v kostele bernardinů.

## Úcta
Zemřel v pověsti svatosti a v roce 1773 byl blahořečen. Od roku 1948 probíhal v Římě proces vedoucí k jeho svatořečení. K tomu došlo 10. června 1997 v Krosně při příležitosti návštěvy papeže sv. Jana Pavla II. v Polsku. V ikonografii je zobrazován jako nevidomý ve františkánském hábitu osvícený paprsky světla. Je uctíván také pravoslavnou církví.